# Иммия
Иммия (Имия, Имиа, греч. Ίμια, Λιμνιά), также Кардак (тур. Kardak), Икиздже (İkizce от ikiz — «близнецы») — два необитаемых скалистых островка в архипелаге Додеканес. Расположены в проливе Чукаадасы Эгейского моря между островом Калолимнос и полуостровом Бодрум, в 3 морских милях от юго-западного побережья Малой Азии и в 12 морских милях к северо-востоку от острова Калимнос. Административно относятся к общине Калимнос в периферии Южные Эгейские острова. В январе 1996 года территориальный конфликт из-за островков поставил Грецию и Турцию на грань полномасштабной войны.
Использовались рыбаками Калимноса для нелегальной рыбалки с динамитом.

## Территориальный конфликт

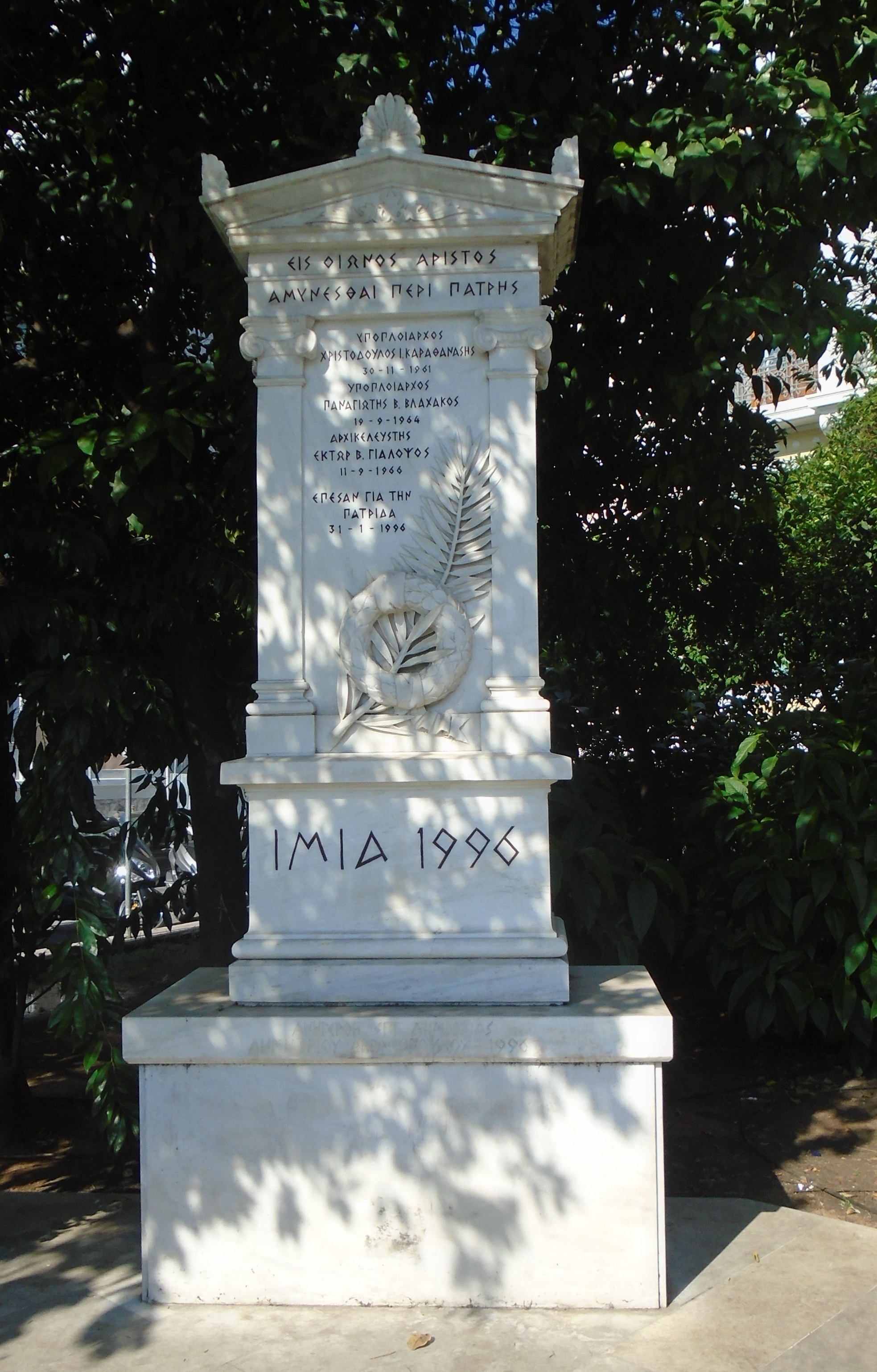
Монумент в Афинах трём греческим офицерам, погибшим 31 января 1996 года во время крушения вертолёта у островов Иммия — Христодулосу Каратанасису, Панайотису Влахакосу и Экторасу Гиалопсосу

25 декабря 1995 года у одного из островов сел на мель турецкий сухогруз Figen Akat. Капитан судна отказался от помощи греческого буксира и обратился к турецким спасателям.
28 декабря пара турецких истребителей F-4E Phantom, вторглась в греческое воздушное пространство возле Иммии. На перехват были подняты два греческих истребителя F-16C Fighting Falcon 111-й эскадрильи ВВС Греции. В ходе воздушного боя один турецкий «Фантом» (с/н 67-0301) рухнул в море, пилот Альтуг Карабурун был убит, оператор Огуз Кирал катапультировался и был арестован. Победу в воздушном бою с помощью «манёвра» одержал греческий пилот 1-й лейтенант Г. Теокаридос.
29 декабря во время устных переговоров по другому поводу министерство иностранных дел Турции объявило острова турецкой территорией. 9 января 1996 года греческое министерство иностранных дел устно отклонило претензии Турции, сославшись на соглашение между Турцией и Италией 1932 года. По соглашению 1932 года Италия передала Турции мелкие острова и скалы, расположенные у самых берегов Малой Азии, оставляя за собой захваченные в результате итало-турецкой войны 1911—1912 гг. острова Додеканес. Греция, как преемница Италии, по Парижскому мирному договору с Италией 1947 года обладает полными правами на островки.
26 января 1996 года димарх Калимноса в сопровождении трёх греков поднял греческий флаг над восточным островом. На следующий день журналисты турецкой газеты Hürriyet сняли греческий и подняли турецкий флаг. Эта церемония транслировалась в прямом эфире турецкого телевидения. 28 января греческие военные моряки сняли турецкий и подняли греческий флаг. Премьеры Тансу Чиллер и Костас Симитис обменялись резкими заявлениями и к островам были стянуты военные корабли. 30 января турецкий фрегат навел орудия на греческий катер, а турецкий вертолёт пролетел над островами. После этого греческий флот вышел с базы Саламин.
31 января в 1:40 ночи на восточном острове высадился турецкий спецназ. В 5:30 вертолёт с греческого фрегата «Наварино» заметил вооруженных людей, поднимающих турецкий флаг. После этого связь с вертолётом оборвалась. Погибли три греческих офицера: лейтенант Христодулос Карафанасис (Χριστόδουλος Καραθανάσης), лейтенант Панайотис Влахакос (греч. Παναγιώτης Βλαχάκος) и мичман Экторас Ялопсос (Έκτορας Γιαλοψός). Причиной аварии назвали технические проблемы.
Кризис был прекращён после вмешательства международного сообщества, НАТО и США.
В феврале 1996 года Европейский парламент вынес решение о принадлежности островов Греции.
В январе 2016 года на острова прибыл министр обороны Греции Панос Камменос. Во время его визита над островами пролетели турецкие истребители.
В 21-ю годовщину событий 1996 года, глава турецкого генштаба Хулуси Акар посетил с инспекцией острова. 29 января 2017 года турецкий ракетный катер в сопровождении двух катеров для транспортировки сил специального назначения приблизился около 11:00 к островам Иммия.
17 января 2018 года в районе островов турецкий патрульный катер из-за опасного маневрирования едва не столкнулся с греческим фрегатом «Никифорос». В годовщину событий 1996 года, 28 января 2018 года приблизительно в 11:30 катер береговой охраны и патрульный корабль ВМС Греции (на котором находился министр обороны Панос Камменос) попытались войти в район островов, ВМС Турции помешали кораблям приблизиться. 12 февраля 2018 года в районе островов турецкий катер береговой охраны протаранил греческий, на борту которого находились 27 членов экипажа. Греческий корабль получил повреждения и направился к острову Лерос для ремонта. В апреле 2018 года турецкий вице-премьер Бекир Боздаг, МИД Турции и МИД Греции обменялись резкими заявлениями о принадлежности островов.